# Це дуже цікава історія
«Це дуже цікава історія» (англ. It's Kind of a Funny Story) — підлітковий комедійний роман 2006 року американського письменника Неда Віззіні, що висвітлює тему депресії.

## Тло
На написання книги його надихнула коротка госпіталізація з приводу депресії у листопаді 2004 року. 19 грудня 2013 року Нед Віззіні покінчив життя самогубством. Книга отримала визнання Американської бібліотечної асоціації як найкраща книга для молоді 2007 року.

## Кіноадаптація
У 2010 році компанія Focus Features випустила екранізацію, зняту Анною Боден і Раяном Флеком. У фільмі знялися Кейр Ґілкріст у ролі Крейґа, а також Зак Галіфіанакіс, Емма Робертс, Зої Кравітц, Віола Девіс і Лорен Ґрем.

## Музична адаптація
Станом на 2017 рік NBC Theatrical розробляє сценічну музичну версію «Це дуже цікава історія» з музикою Дрю Ґаспаріні та Алекса Брайтмана й оркестровкою Джастіна Ґолднера. Це друга музична адаптація одного з романів Віззіні.